# Сибрук (Тексас)
Сибрук (енгл. Seabrook) град је у америчкој савезној држави Тексас. По попису становништва из 2010. у њему је живело 11.952 становника.

## Демографија
Према попису становништва из 2010. у граду је живело 11.952 становника, што је 2.509 (26,6%) становника више него 2000. године.
| Група             | 2000.         | 2010.         |
| Белци             | 7.731 (81,9%) | 8.997 (75,3%) |
| Афроамериканци    | 199 (2,1%)    | 486 (4,1%)    |
| Азијати           | 313 (3,3%)    | 530 (4,4%)    |
| Хиспаноамериканци | 1.017 (10,8%) | 1.701 (14,2%) |
| Укупно            | 9.443         | 11.952        |